# Marthe Massin
Marthe Massin (Luik, 6 oktober 1860 - 2 juni 1931) was een Belgische schilderes. Ze was echtgenote en muze van de bekende dichter Emile Verhaeren.

## Leven
Massin werd in 1860 in een welgestelde familie geboren. Haar moeder was Constance Marchet en haar vader Gustave Massin, een sigarenhandelaar. Ze had een jongere zuster, Juliette Massin, die later William Degouve de Nuncques zou huwen.
Net als haar zuster volgde Massin een opleiding aan de private kunstacademie van Brussel die, in tegenstelling tot de staatsacademies, sinds 1883 vrouwelijke studenten aanvaardde. Na haar studies richtte ze een eigen atelier in het ouderlijke huis op. Massin schilderde stadsgezichten, boerinnen en arbeidsters. Ze stelde haar werken enkele keren tentoon waaronder op het 'Salon triennal' in 1884 en het 'Salon de Voorwaarts' in 1889.
Massin onderwees zelf ook de schilderkunst, onder meer aan de kinderen van graaf Marnix von Sint-Aldegonde in Bornem. Hier leerde ze in 1889 de Sint-Amandse dichter Emile Verhaeren kennen. De ontmoeting wordt in Verhaerens biografieën steevast als "liefde op het eerste zicht" beschreven. De gevoelens waren volgens de briefwisseling volgend op de ontmoeting wederzijds. Het paar trad in augustus 1891 in het huwelijk.
Het huwelijk beïnvloedde zowel Massins als Verhaerens verdere artistieke carrière. Verhaerens poëzie werd minder donker en hij schreef enkele bundels met liefdesgedichten. Massin stopte met lesgeven en hun gezamenlijke leven werd onderwerp van haar tekeningen en schilderijen. Ze schilderde de tuin waar ze elkaar ontmoetten of hun huis, gebruikmakend van verschillende technieken zoals olieverf, roodkrijt of inkt. Ze maakte kleine studies van de pennen en potloden op Verhaerens bureau.
Verhaeren moedigde haar artistieke activiteiten aan maar ze stelde haar werk nooit meer openbaar tentoon. Massin steunde Verhaeren bij het uitgeven van zijn werk. Op vele manuscripten zijn verbeteringen in haar handschrift te zien.
Verhaeren stierf in 1916 door een ongelukkige val tijdens het gehaast uitstappen van een trein in Rouen. Tot aan haar eigen dood in 1931 wijdde Massin zich aan zijn nalatenschap en nagedachtenis. Ze liet hun tijdens de Eerste Wereldoorlog verwoeste huis te Sint-Amands naar het origineel heropbouwen en maakte tekeningen voor de bouw van een replica van Verhaerens werkkamer in de Koninklijke Bibliotheek van België. Massin liet bij haar dood in 1931 Verhaerens volledige archief aan diezelfde bibliotheek na.

## Nalatenschap
Marthe Massin en Emile Verhaeren kregen geen kinderen.
Het merendeel van Massins werk wordt in het Archief en Museum van de Literatuur in Brussel bewaard. In 2016 was een deel ervan te zien tijdens een tentoonstelling over Emile Verhaeren in het Musée des Beaux-Arts de Tournai. Enkele nooit eerder vertoonde werken maakten deel uit van de tentoonstelling 'Aimer et être aimé' in het Verhaerenmuseum in Sint-Amands. Een ander deel van haar nalatenschap belandde via een particulier legaat in het Museum Plantin-Moretus in Antwerpen. Sinds 2018 maakt een portret van Verhaeren van haar hand deel uit van de vaste collectie van het Verhaerenmuseum.
Recht tegenover Verhaerens in de Schelde gelegen praalgraf, beschermd door een dijk, ligt de Marthe Massintuin. In de Marthe Massintuin staat het beeld Liefdesgetijden van Jan Mees, opgedragen aan de geliefden Marthe Massin en Emile Verhaeren. Massin werd in 1955 tijdens de viering van de honderdste verjaardag van Emile Verhaeren in diens praalgraf bijgelegd.
In Sint-Amands is een straat naar haar vernoemd, de Marthe Massinstraat.

## Galerij

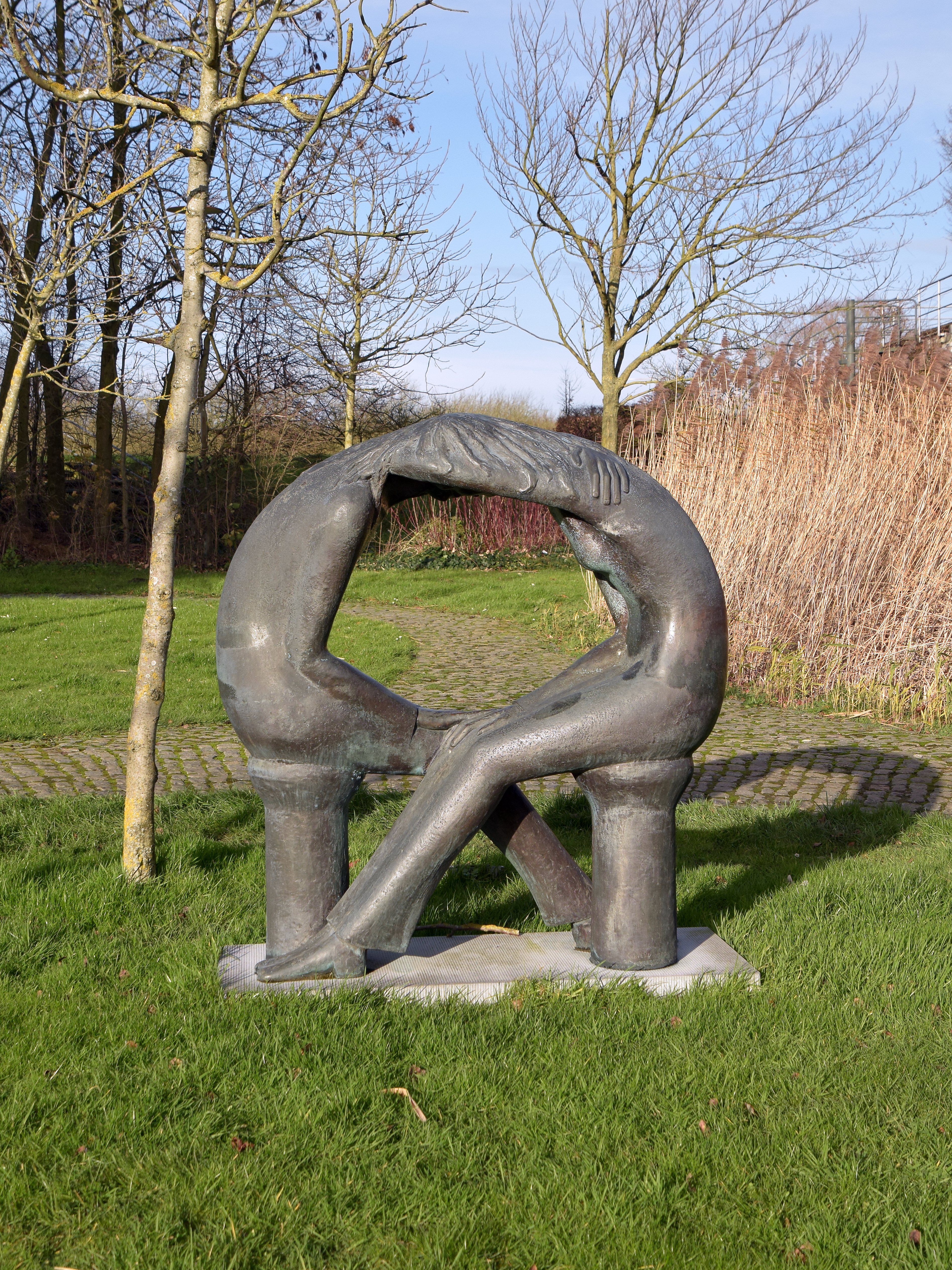
Liefdesgetijden van Jan Mees
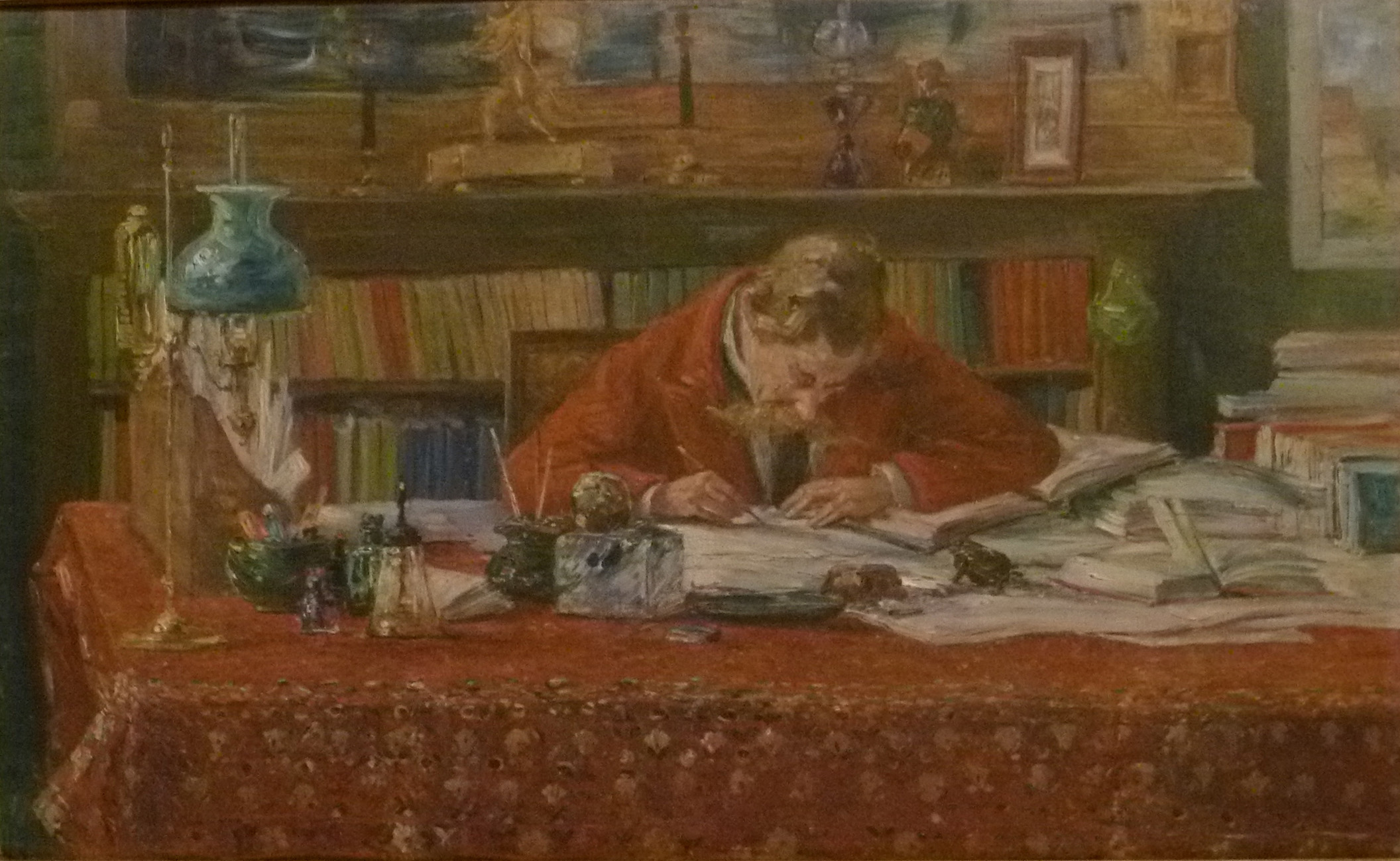
Verhaeren aan zijn werktafel door Massin
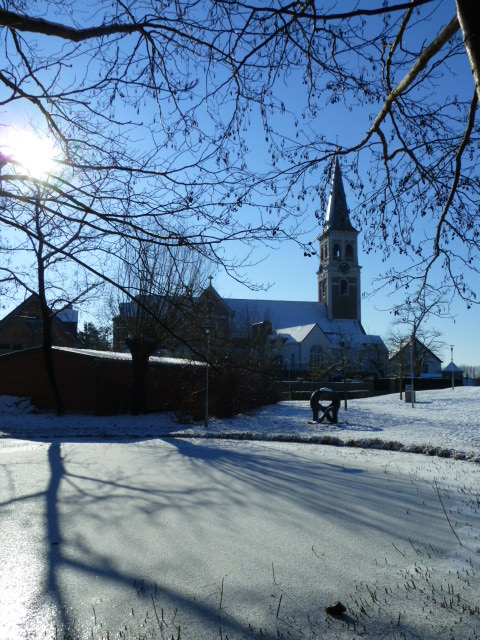
Marthe Massintuin - winter 2021
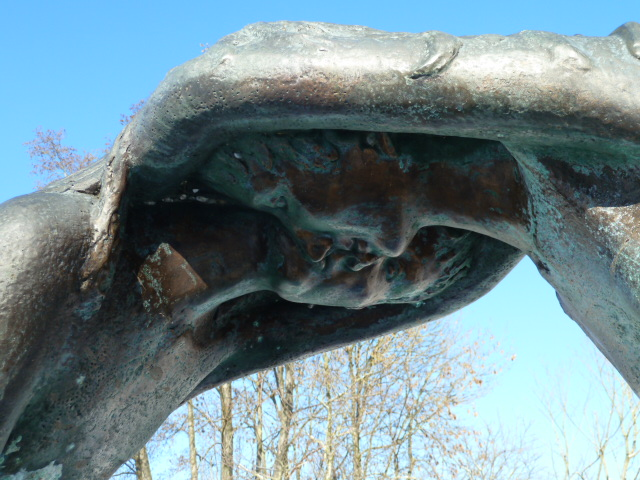
Detail van beeld Liefdesgetijden van Jan Mees

- Bibsys: 90907583
- Bibliothèque nationale de France: cb129186254 (data)
- Gemeinsame Normdatei: 119368501
- International Standard Name Identifier: 0000 0000 7326 3996
- Library of Congress Control Number: n78026163
- Nederlandse Thesaurus van Auteursnamen: 138264287
- RKD-Nederlands Instituut voor Kunstgeschiedenis: 80252
- Système universitaire de documentation: 161579000
- Virtual International Authority File: 5061315
- WorldCat: E39PBJj4pGcXPwbjcTPM4kCYT3